# Vitanovac (Kraljevo)
Vitanovac (Servisch cyrillisch Витановац) is een plaats in de Servische gemeente Kraljevo. De plaats telt 1649 inwoners (2002).